# Hechtia
Hechtia ist die einzige Pflanzengattung der Unterfamilie Hechtioideae innerhalb der Familie der Bromeliengewächse (Bromeliaceae). Früher wurden sie in die Unterfamilie Pitcairnioideae eingeordnet. Die seit 2024 etwa 100 Arten sind vom südlichen Texas bis nördlichen Nicaragua, hauptsächlich (etwa 90 Arten) aber in Mexiko verbreitet, das auch als Entwicklungszentrum dieser Gattung gilt.

## Beschreibung

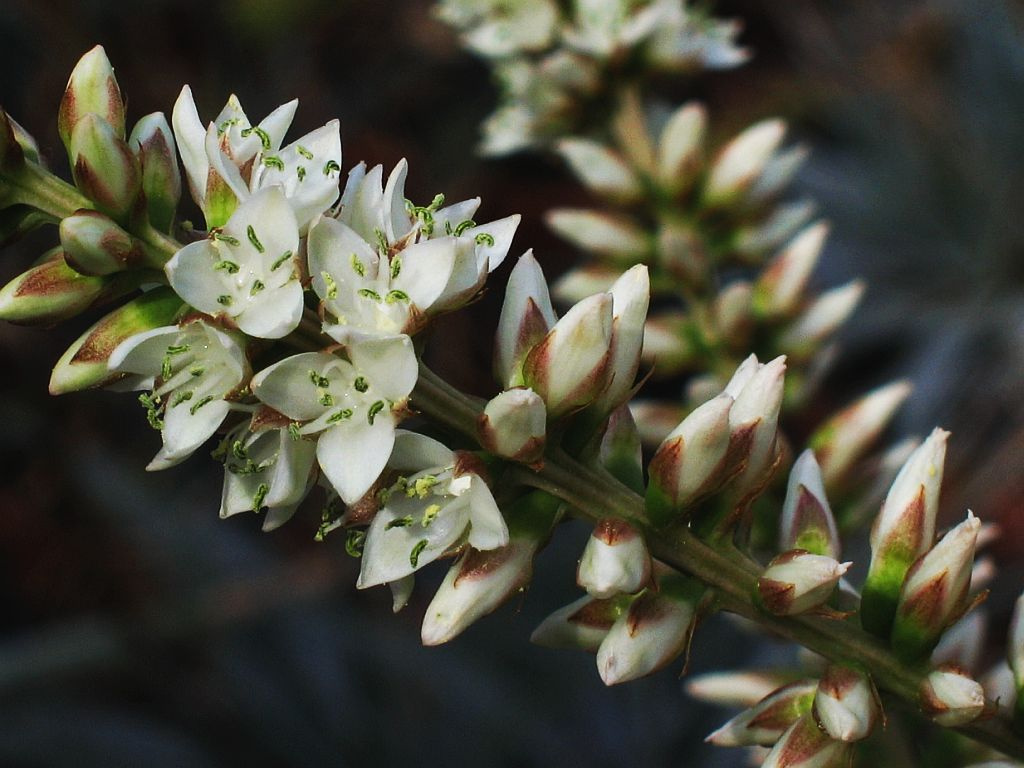
Ausschnitt eines Blütenstandes mit männlichen weißen Blüten von Hechtia guatemalensis

Die Bestimmung der Arten ist schwierig da oft ein Sexualdimorphismus vorliegt, aber in den Herbarien oft nur Exemplare eines Geschlechtes vorlieren und manchmal beispielsweise nur Fruchtstände.

### Erscheinungsbild und Laubblätter
Bei Hechtia-Arten handelt sich um terrestrische, meist sukkulente (Xerophyten), ausdauernde Pflanzen, die durch vegetative Vermehrung oft große Bestände bilden. Sie wachsen meist lithophytisch auf  Kalkstein und Vulkaniten oder auf kalkhaltigen Böden. Alle Arten weisen CAM-Mechanismus auf.
In grundständigen Rosetten stehen die derben Laubblätter zusammen. Die Blattränder sind meist stark bewehrt. Hechtia tillandsioides weicht davon ab, sie besitzt weiche, unbewehrte Laubblätter. Mindestens die Blattunterseite ist beschuppt.

### Blütenstände, Blüten, Früchte und Samen
Alle rezenten Hechtia-Arten sind zweihäusig getrenntgeschlechtig (diözisch), es gibt also weibliche und männliche Pflanzen. Die einzige polygamomonözische Art Hechtia gayorum gilt als ausgestorben. Sie haben einen langen, reichverzweigten Blütenstand. Die Blütenstände sind endständig und dann stirbt die Mutterpflanze nach der Samenbildung ab, oder manchmal sind sie scheinbar seitenständig und das Exemplar wächst neben dem Blütenstand weiter und bildet später immer weiter Blütenstände. Dies führte bei einigen Autoren zu der Meinung es gibt monokarpische und polykarpische Rosetten, das heißt aber nicht, dass diese Arten Monokarp oder Polykarp sind, weil ja die Exemplare immer durch ihre Seitentriebe (Kindel) weiterleben.
Die Blütenstiele sind kurz. Die funktional eingeschlechtigen Blüten sind radiärsymmetrisch und dreizählig mit doppelter Blütenhülle. Die drei Kelchblätter sind frei. Die drei Kronblätter sind weiß, grün, gelb oder selten rosafarben. Die männliche Blüten enthalten zwei Kreise mit je drei Staubblättern. Die weibliche Blüten enthalten einen oberständigen oder halboberständigen Fruchtknoten.
Die Blütenformel lautet:
{\displaystyle \star \;K_{3}\;C_{3}\;A_{3+3}} oder {\displaystyle G_{\underline {(3)}}}
Die Kapselfrüchte enthalten kleine schmale, an einer Seite geflügelte Samen.

## Systematik
Die Gattung Hechtia wurde am 19. Dezember 1835 durch Johann Friedrich Klotzsch in Allgemeine Gartenzeitung, Band 3, S. 401 aufgestellt. Typusart ist Hechtia stenopetala Klotzsch. Der Gattungsname Hechtia ehrt den preußischen Regierungsrat Gottfried Konrad Hecht (1771–1837). Klotzsch schreibt dazu: „Mag der Name das Andenken des Geheimen Regierungs-Rathes Herrn Julius Hecht, Ritter des rothen Adler-Ordens dritter Klasse, Mitglied mehrerer gelehrten Gesellschaften u. s. w. in Potsdam, dem zu Ehren sie genannt ist, erhalten.“.
Hechtia ist die einzige Gattung der Unterfamilie Hechtioideae innerhalb der Familie der Bromeliengewächse (Bromeliaceae). Die Unterfamilie Hechtioideae wurde 2007 durch Thomas J. Givnish et al. in Phylogeny, adaptive radiation, and historical biogeography of Bromeliaceae inferred from ndhF sequence data. In: Aliso, Volume 23, 2007, Rancho Santa Ana Botanic Garden, S. 16 aufgestellt.
| Es gibt 60 (Stand 2012) bis 74 (Stand 2014) bis 84 (Stand 2021) bis 91 (Stand 2022) Hechtia-Arten: |
| - Hechtia anarosae Siekkinen, Hern.-Cárdenas & Espejo: Sie wurde 2022 aus dem mexikanischen Bundesstaat Puebla erstbeschrieben. - Hechtia aquamarina I.Ramírez & C.Jiménez (Syn.: Hechtia pueblensis I.Ramírez & C.Jiménez): Sie wurde 2012 erstbeschrieben. Sie gedeiht terrestrisch in xerophytischen Buschland in Höhenlagen von 940 bis 1210 Metern nur im mexikanischen Bundesstaat Puebla. - Hechtia argentea (B.S.Williams) Baker (Syn.: Hechtia argentea K.Koch): Sie gedeiht in Höhenlagen von 800 bis 1600 Metern in den mexikanischen Bundesstaaten Hidalgo sowie Querétaro. - Hechtia bracteata Mez (Syn.: Hechtia confusa L.B.Sm.): Sie gedeiht auf Felsen auf trockenen, exponierten Hängen mit niedriger Durnbusch-Vegetation in Höhenlagen von 1830 bis 2440 Metern in den mexikanischen Bundesstaaten Vera Cruz sowie Puebla. - Hechtia caerulea (Matuda) L.B.Sm. (Syn.: Hechtia integerrima M.B.Foster): Die Laubblätter sind nicht bewehrt. Sie gedeiht in feuchten, kalkhaltigen Klüften in Höhenlagen von etwa 1200 Metern in den mexikanischen Bundesstaaten México, San Luis Potosí sowie Guerrero. - Hechtia capituligera Mez: Sie gedeiht auf sandigen Böden in Höhenlagen von 1800 bis 2400 Metern nur im mexikanischen Bundesstaat San Luis Potosí. - Hechtia carlsoniae Burt-Utley & J.Utley: Sie gedeiht auf trockenen Hügeln mit Dornbuschvegetation in Höhenlagen von etwa 1000 Metern nur im mexikanischen Bundesstaat Guerrero. - Hechtia caudata L.B.Sm.: Sie gedeiht auf Felsen in Höhenlagen von etwa 300 Metern nur im mexikanischen Bundesstaat Oaxaca. - Hechtia caulescens López-Ferr., Espejo & Mart.-Correa: Sie wurde 2009 aus Mexiko erstbeschrieben. Sie gedeiht terrestrisch und auf Felsen in Trockenstrauchvegetation und tropischen laubabwerfenden Wäldern auf Schuttfächern, Hängen und in Tälern in Höhenlagen von 1200 bis 1600 Metern in den mexikanischen Bundesstaaten Morelos, Puebla sowie Oaxaca. - Hechtia carrilloi I.Ramírez: Sie wurde 2023 aus dem mexikanischen Bundesstaat Jalisco erstbeschrieben. - Hechtia cerrostlatilpae Hern.-Cárdenas, Espejo & López-Ferr.: Sie wurde 2024 aus dem mexikanischen Bundesstaat Morelos erstbeschrieben. - Hechtia chamelensis Magaña & I.Ramírez: Sie wurde 2024 aus dem mexikanischen Bundesstaat Jalisco erstbeschrieben. - Hechtia chichinautzensis Mart.-Correa, Espejo & López-Ferr.: Sie wurde 2010 aus dem mexikanischen Bundesstaat Morelos erstbeschrieben. Dieser Endemit gedeiht in voller Sonne in Felsspalten der Basaltfelsen des Vulkans Chichinautzin in Höhenlagen von 2000 bis 2480 Metern in xerophiler Strauchvegetation. - Hechtia colossa Mart.-Correa, Espejo & López-Ferr.: Sie wurde 2010 aus Mexiko erstbeschrieben. Sie gedeiht terrestrisch in tropischen laubabwerfenden Wäldern in Höhenlagen von 1400 bis 1900 Metern in den mexikanischen Bundesstaaten Oaxaca sowie Puebla. - Hechtia complanata Burt-Utley: Sie wurde 2012 aus dem mexikanischen Bundesstaat Oaxaca erstbeschrieben. Sie wurde in einer Höhenlage von etwa 1100 Metern auf einem Kahlschlag auf einem Hügel mit niedrigen laubabwerfenden Wald und Dornbuschvegetation gefunden. - Hechtia conzattiana L.B.Sm.: Sie gedeiht in Höhenlagen von etwa 1300 Metern nur im mexikanischen Bundesstaat Oaxaca. - Hechtia costalegrensis Flores-Arg., Hern.-Cárdenas, Espejo, López-Ferr. & Rosales: Sie wurde 2024 aus dem mexikanischen Bundesstaat Jalisco erstbeschrieben. - Hechtia dasylirioides Hern.-Cárdenas, Espejo, López-Ferr. & Siekkinen: Sie wurde 2022 aus dem mexikanischen Bundesstaat Puebla erstbeschrieben. - Hechtia deceptrix I.Ramírez & Hornung: Sie wurde 2015 erstbeschrieben. In meist kleinen, selten großen Kolonien gedeiht sie an Kalkfelswänden in Höhenlagen von 1700 bis 1800 Metern nur im mexikanischen Bundesstaat Hidalgo. - Hechtia dichroantha DonnellSmith: Sie gedeiht auf Felsen in Höhenlagen von 600 bis 1800 Metern in Guatemala sowie Honduras. - Hechtia edulis I.Ramírez, Espejo & López-Ferr.: Sie wurde 2011 erstbeschrieben und nur an drei Fundorten gefunden, die sich alle im Copper Canyon National Park, in Barranca de Batopilas und Barranca de Candameña im südwestlichen Bereich des mexikanischen Bundesstaates Chihuahua in der Sierra Madre Occidental befinden. Das Gebiet ist noch ungenügend erforscht und so kann es sein, dass es noch mehr Fundorte gibt. Sie gedeiht einzeln bis zu viert an exponierten, senkrechten Felswänden in laubabwerfenden Wäldern oder Eichen-Kiefern-Wäldern in Höhenlagen von 695 bis 1570 Metern. - Hechtia elegans Siekkinen, Hern.-Cardenas, Lopez-Ferr. & Espejo: Sie wurde 2020 erstbeschrieben. Bisher wurde sie nur an steilen bis senkrechten Felswänden im tropischen laubabwerfenden Wäldern in einer Höhenlage von etwa 970 Metern nur im mexikanischen Bundesstaat Guerrero gefunden. - Hechtia ensifolia Hern.-Cardenas, Siekkinen, Lopez-Ferr. & Espejo: Sie wurde 2020 erstbeschrieben. Bisher wurde sie nur terrestrisch im tropischen laubabwerfenden Wäldern in Höhenlagen von 630 bis 855 Metern wachsend nur im mexikanischen Bundesstaat Guerrero gefunden. - Hechtia epigyna Harms: Sie gedeiht auf Felsen nur im nordöstlichen mexikanischen Bundesstaat Tamaulipas. - Hechtia espejoana Siekkinen, Hern.-Cárdenas & López-Ferr.: Sie wurde 2022 aus dem mexikanischen Bundesstaat Puebla erstbeschrieben. - Hechtia flexilifolia I.Ramírez & Carnevali: Sie wurde 2014 aus dem mexikanischen Bundesstaat Oaxaca erstbeschrieben. Dieser Endemit gedeiht lithophytisch an steilen bis senkrechten Felswänden, die von einem feuchten Wald umgeben sind in Höhenlagen von 1970 bis 1990 Metern. - Hechtia fosteriana L.B.Sm.: Dieser Endemit gedeiht in Höhenlagen von etwa 2100 Metern nur im mexikanischen Bundesstaat Oaxaca. - Hechtia fragilis Burt-Utley & J.Utley: Dieser Endemit gedeiht an trocken steilen Hängen mit Dornbuschvergetation in Höhenlagen von etwa 1585 Metern nur im mexikanischen Bundesstaat Oaxaca. - Hechtia galeottii Mez: Sie gedeiht an trocken Hängen in Höhenlagen von etwa 1500 Metern nur im mexikanischen Bundesstaat Oaxaca. - Hechtia gayi L.W.Lenz (andere Schreibweise Hechtia gayorum L.W.Lenz): Diese polygamomonözische Art kam nur auf Granitfelsen nicht weit von der Küste im mexikanischen Bundesstaat Baja California vor und sie gilt als verschollen. - Hechtia gayorum L.W.Lenz: Sie gedeiht mit vielen Exemplaren auf Granit-Aufschlüssen nicht weit von der Küste entfernt nur im mexikanischen Bundesstaat Baja California. - Hechtia glauca Burt-Utley & J.Utley: Dieser Endemit gedeiht lokal mit vielen Exemplaren an steilen, exponierten Felswänden in Höhenlagen von 275 bis 300 Metern nur im mexikanischen Bundesstaat Michoacan. - Hechtia glomerata Zuccarini (Syn.: Hechtia gamopetala Mez, Hechtia ghiesbreghtii Lem., Hechtia mexicana L.B.Sm., Hechtia morreniana Mez): Sie ist von Texas über Mexiko bis Guatemala verbreitet. Sie gedeiht auf Felsen und in Kiesböden in Höhenlagen von 150 bis 1800 Metern. - Hechtia guatemalensis Mez: Sie gedeiht auf Felsen und an Felshängen in Höhenlagen von 100 bis 1200 Metern von Guatemala über Honduras sowie El Salvador bis Nicaragua. - Hechtia gypsophila López-Ferr., Espejo & Hern.-Cárdenas: Sie wurde 2019 erstbeschrieben. Bisher wurde die nur in mittelgroßen bis großen Kolonien auf Böden über Gipsvorkommen in xerophytischer Strauchvegetation und tropischen laubabwerfenden Wald in Höhenlagen von 1620 bis 1720 Metern nur im mexikanischen Bundesstaat Oaxaca gefunden. - Hechtia hernandez-sandovalii I.Ramírez, C.F.Jiménez & Treviño: Sie wurde 2013 aus dem mexikanischen Bundesstaat Tamaulipas erstbeschrieben. Sie gedeiht terrestrisch auf Kalkhügeln oder auf felsigen Standorten in Höhenlagen von 1460 bis 1850 Metern. - Hechtia hintoniana Burt-Utley, Utley & García-Mendoza: Sie wurde 2011 erstbeschrieben. Sie gedeiht terrestrisch in Trockenwäldern, in Barrancas, an trockenen Straßenrändern roadsides und im Dickicht in Höhenlagen von 750 bis 900 Metern in den mexikanischen Bundesstaaten México sowie Michoacán. - Hechtia huamelulaensis I.Ramírez & Carnevali: Sie wurde 2014 aus dem mexikanischen Bundesstaat Oaxaca erstbeschrieben. Sie wurde bisher nur terrestrisch in einer xerophytischen Vegetation wachsend in einer Höhenlage von etwa 60 Metern im Municipio San Pedro Huamelula gefunden. - Hechtia ibugana Flores-Argüelles, Espejo & López-Ferr.: Sie wurde 2019 erstbeschrieben. Bisher wurde sie nur terrestrisch in einem offenen Eichen-Wald in Höhenlagen von 470 bis 810 Metern wachsend im mexikanischen Bundesstaat Jalisco gefunden. - Hechtia iltisii Burt-Utley & J.Utley: Sie gedeiht auf Felsen und in der Dornbuschvegetation in Höhenlagen von 280 bis 300 Metern nur im mexikanischen Bundesstaat Jalisco. - Hechtia isthmusiana Burt-Utley: Sie wurde 2012 aus dem mexikanischen Bundesstaat Oaxaca erstbeschrieben. - Hechtia ixtlanensis Burt-Utley: Sie wurde 2012 aus dem mexikanischen Bundesstaat Oaxaca erstbeschrieben. - Hechtia jaliscana L.B.Sm.: Sie gedeiht ringsum Felsen in Höhenlagen von 750 bis 800 Metern nur im mexikanischen Bundesstaat Jalisco. - Hechtia kruseana Hern.-Cárdenas, Espejo & López-Ferr.: Sie wurde 2023 aus dem mexikanischen Bundesstaat Guerrero erstbeschrieben. - Hechtia laevis L.B.Sm.: Dieser Endemit kommt nur in Bergen etwa 16 km süd-südwestlich der Stadt Colima im mexikanischen Bundesstaat Colima vor. Er gedeiht dort als relativ häufige Art in Felsschluchten sowie den Felshängen darüber in Höhenlagen von 400 bis 500 Metern. - Hechtia lanata L.B.Sm.: Dieser Endemit gedeiht an Felsen in einem sehr windigen Gebiet in einer Höhenlage von etwa 2400 Metern nur in der Nähe von Tequisistlan im mexikanischen Bundesstaat Oaxaca. - Hechtia laxissima L.B.Sm.: Dieser Endemit gedeiht an Felsen bei der Brücke in Canon de Marquez zwischen Nueva Italia und Nueva Lombardia in Höhenlagen von etwa 420 Metern nur im mexikanischen Bundesstaat Michoacán. - Hechtia lepidophylla I.Ramírez: Sie wurde 2008 aus Mexiko erstbeschrieben. Sie gedeiht in Höhenlagen von 972 bis 2500 Metern in den mexikanischen Bundesstaaten Querétaro sowie Hidalgo. - Hechtia liebmannii Mez: Sie gedeiht in Höhenlagen von 2400 bis 2500 Metern in den mexikanischen Bundesstaaten Puebla sowie Veracruz. - Hechtia longissimifolia Hern.-Cárdenas, Espejo, López-Ferr. & Siekkinen: Sie wurde 2022 aus dem mexikanischen Bundesstaat Puebla erstbeschrieben. - Hechtia lundelliorum L.B.Sm.: Sie gedeiht in großen Beständen an steilen Felsen in Höhenlagen von 225 bis 1250 Metern in den mexikanischen Bundesstaaten Hidalgo, Querétaro sowie San Luis Potosí. - Hechtia lyman-smithii Burt-Utley & J.Utley: Sie gedeiht an trockenen, steilen Kalkhügeln mit Dornbuschvegetation in Höhenlagen von 600 bis 670 Metern nur im mexikanischen Bundesstaat Oaxaca. - Hechtia malvernii Gilmartin: Dieser Endemit wurde bisher nur in einer Höhenlage von 700 Metern in El Paraiso in Honduras gefunden. - Hechtia mapimiana López-Ferrari & Espejo: Sie wurde 2013 aus dem mexikanischen Bundesstaat Durango erstbeschrieben. Sie gedeiht lithophytisch in Höhenlagen von 1400 bis 1750 Metern. - Hechtia marabascoensis Hern.-Cárdenas, Flores-Arg., Espejo, López-Ferr. & Siekkinen: Sie wurde 2024 aus den mexikanischen Bundesstaaten Jalisco sowie Colima erstbeschrieben. - Hechtia marnier-lapostollei L.B.Sm.: Sie wurde anhand eines kultivierten Exemplars, das aus Mexiko stammt, erstbeschrieben. - Hechtia marthae I.Ramírez: Sie wurde 2022 aus dem mexikanischen Bundesstaat Durango erstbeschrieben. - Hechtia matudae L.B.Sm.: Dieser Endemit gedeiht an feuchten, offenen Hängen in Mischwäldern in einer Höhenlage von 1700 Metern nur im mexikanischen Bundesstaat Morelos. - Hechtia medusae Hern.-Cardenas, Siekkinen, Lopez-Ferr. & Espejo: Sie wurde 2020 aus dem mexikanischen Bundesstaat Guerrero erstbeschrieben. - Hechtia melanocarpa L.B.Sm.: Sie kommt nur im mexikanischen Bundesstaat Guerrero vor. - Hechtia michoacana Burt-Utley, Utley, and García-Mendoza: Sie wurde 2011 aus dem mexikanischen Bundesstaat Michoacán erstbeschrieben. Sie gedeiht terrestrisch auf Karstfelsen oder felsigen Hügeln in voller Sonne in Höhenlagen von 90 bis 120 Metern. - Hechtia microcarpa Siekkinen, Hern.-Cárdenas, López-Ferr. & Espejo: Sie wurde 2022 aus dem mexikanischen Bundesstaat Puebla erstbeschrieben. - Hechtia minimiflora Hern.-Cárdenas, Espejo, López-Ferr. & Siekkinen: Sie wurde 2022 aus dem mexikanischen Bundesstaat Puebla erstbeschrieben. - Hechtia minuta Hern-Cárdenas, Espejo & López-Ferr.: Sie wurde 2019 erstbeschrieben. Bisher wurde sie nur in Kolonien an steilen bis senkrechten Felswänden eines Canyon oder terrestrisch in einem trocken Eiche-Wald oder trockenen laubabwerfenden Wald in Höhenlagen von 1770 bis 1960 Metern wachsend im mexikanischen Bundesstaat Oaxaca gefunden. - Hechtia montana Brandegee (Syn.: Hechtia pedicellata sensu I.M.Johnst. non S.Watson): Sie gedeiht auf Felsen in Höhenlagen von 300 bis 720 Metern in Mexiko. - Hechtia montis-frigidi González-Rocha, Espejo, López-Ferr. & Cerros-Tlatilpa: Sie wurde 2014 aus dem mexikanischen Bundesstaat Morelos erstbeschrieben. Sie wurde bisher nur im Municipio de Puente de Ixtla in einer Höhenlage von etwa 2020 Metern gefunden und gedeiht dort lithophytisch. - Hechtia mooreana L.B.Sm.: Dieser Endemit gedeiht an steilen Hängen auf Kalkstein-Schuttkegel und am Flussufer an der Straße nur in einer Höhenlage von etwa 810 Metern nur im mexikanischen Bundesstaat Guerrero. - Hechtia myriantha Mez: Dieser Endemit gedeiht im laubabwerfenden Wald und in Heidevegetation in Kiesbänken nahre der Küste in Höhenlagen von 0 bis 800 Metern nur im mexikanischen Bundesstaat Veracruz. - Hechtia nivea I.Ramírez & C.F.Jiménez: Sie wurde 2014 aus dem mexikanischen Bundesstaat Oaxaca erstbeschrieben. Sie wurde bisher nur lithophytisch an senkrechten Felswänden oder in den Vorbergen in einem Gebiet mit niedrigen, laubabwerfenden Wald wachsend in Höhenlagen von etwa 1750 Metern gefunden. - Hechtia nuusaviorum Espejo & López-Ferr.: Sie wurde 2007 aus dem mexikanischen Bundesstaat Oaxaca erstbeschrieben. Sie gedeiht lithophytisch an Felswänden in Kiefern-Eichen-Wäldern in Höhenlagen von 1700 bis 1900 Metern. - Hechtia oaxacana Burt-Utley, Utley & García-Mendoza: Sie wurde 2011 aus dem mexikanischen Bundesstaat Oaxaca erstbeschrieben. Sie gedeiht auf steilen Karsthügeln mit Sekundärvegetation in Höhenlagen von 1650 bis 2380 Metern. - Hechtia pedicellata S.Watson: Sie gedeiht lithophytisch nur im mexikanischen Bundesstaat Jalisco. - Hechtia perotensis I.Ramírez & Mart.-Correa: Sie wurde 2007 aus Mexiko erstbeschrieben. Sie gedeiht terrestrisch in Höhenlagen von 2400 bis 2500 Metern in den mexikanischen Bundesstaaten Puebla sowie Veracruz. - Hechtia platyphylla Hern.-Cárdenas, Siekkinen, López-Ferr. & Espejo: Sie wurde 2020 erstbeschrieben. Bisher wurde sie nur an Felswänden in Höhenlagen von 650 bis 750 Metern wachsend nur im mexikanischen Bundesstaat Guerrero gefunden. - Hechtia podantha Mez (Syn.: Hechtia liebmannii Mez): Sie gedeiht terrestrisch an offenen, felsigen Standorten und in Dornwäldern in Höhenlagen von 1800 bis 2550 Metern in Mexiko. - Hechtia pretiosa Espejo & López-Ferr.: Sie wurde 2008 aus dem mexikanischen Bundesstaat Guanajuato erstbeschrieben. Dieser Endemit gedeiht in sehr kleinen Gruppen lithophytisch an Felswänden und -bänken magmatischen Gesteins in Höhenlagen von etwa 1400 Metern. - Hechtia pringlei H.Rob. & Greenm.: Sie wurde 1895 aus dem mexikanischen Bundesstaat Oaxaca erstbeschrieben. - Hechtia pueblensis Burt-Utley, Utley & García-Mendoza: Sie wurde 2011 aus dem mexikanischen Bundesstaat Puebla erstbeschrieben. Sie gedeiht in Höhenlagen von 1500 bis 1740 Metern. - Hechtia pumila Burt-Utley & J.Utley: Dieser Endemit gedeiht auf trockenen Hügeln mit Kalksteinfelsen in einer Dornbuschvegetation mit vielen Palmen in einer Höhenlage von etwa 1340 Metern nur im mexikanischen Bundesstaat Guerrero. - Hechtia purhepecha García, Espejo & López-Ferr.: Sie wurde 2014 aus dem mexikanischen Bundesstaat Michoacan erstbeschrieben. Sie gedeiht in großen Beständen auf Graten sowie Hügeln aus magmatischen Gestein und auf Felsblöcken in tropischen laubabwerfenden bis halbimmergrünen Wäldern in Höhenlagen von 900 bis 1000 Metern. - Hechtia purpusii Brandegee (Syn.: Hechtia lindmanioides L.B.Sm.): Sie gedeiht lithophytisch in laubabwerfenden Wäldern in Höhenlagen von 30 bis 1200 Metern nur im mexikanischen Bundesstaat Veracruz. - Hechtia pycnostachya Hern.-Cárdenas, Siekkinen, López-Ferr. & Espejo: Sie wurde 2020 erstbeschrieben. Bisher wurde sie nur terrestrisch in Eichen-Wäldern an Hängen von Fließgewässern in Höhenlagen von 1550 bis 1630 Metern wachsend nur im mexikanischen Bundesstaat Guerrero gefunden. - Hechtia reflexa L.B.Sm.: Sie ist nur vom Typusmaterial bekannt, das 1898 an einem felsigen Hang in einer Höhenlage von etwa 650 Metern bei der Hacienda San Salvador an der Straße von El Carrizal nach La Pitirera im mexikanischen Bundesstaat Michoacan gesammelt wurde. - Hechtia reticulata L.B.Sm.: Sie ist nur vom Typusmaterial bekannt, das 1891 bei Manzanillo im mexikanischen Bundesstaat Colima gesammelt wurde. - Hechtia rosamariae Hern.-Cárdenas, Espejo & López-Ferr.: Sie wurde 2023 aus dem mexikanischen Bundesstaat Guerrero erstbeschrieben. - Hechtia rosea E.Morren ex Baker (Syn.: Hechtia desmetiana Mez, Hechtia macdougallii L.B.Sm., Hechtia meziana L.B.Sm., Hechtia roezlii hort. ex Baker): Sie ist in Mexiko verbreitet. - Hechtia roseana L.B.Sm.: Sie kommt nur im mexikanischen Bundesstaat Puebla vor. - Hechtia rubicunda Lopez-Ferrari & Espejo: Sie wurde 2014 aus dem mexikanischen Bundesstaat Oaxaca erstbeschrieben. - Hechtia sanchezii I. Ramírez & C.T.Hornung: Sie wurde 2022 aus dem mexikanischen Bundesstaat San Luis Potosí erstbeschrieben. - Hechtia santanae I.Ramírez & P.Carrillo: Sie wurde 2016 aus dem mexikanischen Bundesstaat Jalisco erstbeschrieben. In großen Kolonien wächst sie in Gips- und Kalkstein-Aufschlüssen in Höhenlagen von 780 bis 920 Metern. - Hechtia schottii Baker ex Hemsley: Dieser Endemit kommt nur im südwestlichen Teil des mexikanischen Bundesstaates Yucatan vor. - Hechtia sphaeroblasta B.L.Rob.: Sie kommt nur im mexikanischen Bundesstaat Guerrera vor. - Hechtia stenopetala Klotzsch (Syn.: Hechtia besseriana Verschaff., Hechtia cordylinoides Baker, Hechtia glabra Brandegee) - Hechtia suaveolens E.Morren ex Mez: Sie ist nur vom Typusmaterial bekannt, das vermutlich aus Mexiko stammt. - Hechtia subalata L.B.Sm.: Sie kommt in den mexikanischen Bundesstaat Durango sowie Zacatecas vor. - Hechtia tehuacana B.L.Rob.: Sie kommt in den mexikanischen Bundesstaat Puebla sowie Oaxaca vor. - Hechtia texensis S.Watson (Syn.: Hechtia elliptica L.B.Sm., Hechtia scariosa L.B.Sm., Hechtia zacatecae L.B.Sm.): Sie gedeiht in Höhenlagen von 1240 bis 1555 Metern von Texas bis zu den mexikanischen Bundesstaaten Chihuahua, Coahuila sowie Zacatecas. - Hechtia tillandsioides (André) L.B.Sm.: Sie gedeiht auf Felsen in Höhenlagen von etwa 150 Metern in Mexiko. - Hechtia vicesphaeroblasta Siekkinen, Hern.-Cárdenas, Espejo & López-Ferr.: Sie wurde 2022 aus dem mexikanischen Bundesstaat Puebla erstbeschrieben. - Hechtia zamudioi Espejo, López-Ferr. & I.Ramírez: Sie wurde 2008 aus dem mexikanischen Bundesstaat Queretaro erstbeschrieben. |

## Weiterführende Literatur
- T. J. Givnish, J. C. Pires, S. W. Graham, M. A. McPherson, L. M. Prince, T. B. Patterson: Phylogeny, biogeography, and ecological evolution in Bromeliaceae: Insights from ndhF sequences. In: J. T. Columbus, E. A. Friar, J. M. Porter, L. M. Prince, M. G. Simpson: Monocots: Comparative Biology and Evolution. Poales., Rancho Santa Ana Botanical Garden, Claremont, 2006, 23, S. 3–26.
- Ivón M. Ramírez-Morillo, Germán Carnevali, J. P. Pinzón, Katya J. Romero-Soler, N. Raigoza, Claudia T. Hornung-Leoni, R. Duno, J. L. Tapia-Muñoz, I. Echevarría: Phylogenetic relationships of Hechtia (Hechtioideae; Bromeliaceae). In: Phytotaxa, Volume 376, 2018, S. 227–253. doi:10.11646/phytotaxa.376.6.1
- Ivón M. Ramírez-Morillo, Katya Romero-Soler, Germán Carnevali, Juan P. Pinzón, N. Raigoza, Claudia T. Hornung-Leoni, R. Duno, J. L. Tapia-Muñoz: The Reestablishment of Bakerantha, and a New Genus in Hechtioideae (Bromeliaceae) in Megamexico, Mesoamerantha. In: Harvard Papers in Botany, Volume 23, Issue 2, 2018, S. 301–312. doi:10.3100/hpib.v23iss2.2018.n15
- R. Rivera-Martínez, Ivón M. Ramírez-Morillo, J. A. De-Nova, Germán Carnevali, Juan P. Pinzón, Katya J. Romero-Soler, N. Raigoza, M. E. Sánchez Salazar, (2022). Spatial phylogenetics in Hechtioideae (Bromeliaceae) reveals recent diversification and dispersal. In: Botanical Sciences, Volume 100, Issue 3, 2022, S. 692–709. doi:10.17129/botsci.2975